# Maria-Bründl-Kirche
Maria-Bründl-Kirche nennt man Kapellen und Kirchen, welche teils dem Patrozinium Mariahilf unterstellt sind und im Nahebereich einer heilsamen Quelle errichtet wurden. Weiters entwickelte sind oft eine Wallfahrt.

## Bayern
- Maria Bründl (Alkofen)
- Maria Bründl (Hauzenberg)
- Maria Bründl (Landshut)

## Österreich
Burgenland
- Maria Bründl (Steinberg-Dörfl)

Niederösterreich
- Bründlkapelle bei der Basilika Maria Dreieichen
- Pulkauer Bründl
- Maria Bründl (Schwarzenbach)
- Wallfahrtskirche Maria Bründl (Wilhelmsdorf)

Oberösterreich
- Wallfahrtskirche Maria Bründl (Putzleinsdorf)
- Maria Bründl (St. Oswald bei Freistadt)